# La Stratégie Ender (nouvelle)
La Stratégie Ender (Ender's Game) est une nouvelle publiée par Orson Scott Card pour la première fois en août 1977 dans Analog,. L’histoire a par la suite été étendue en un roman, La Stratégie Ender. Bien qu’étant à l’origine de l’univers du Cycle d'Ender, la nouvelle n’en fait pas partie à proprement parler car présentant de nombreuses divergences dans la continuité de l’histoire.

## Résumé
L’histoire débute à la nomination d’Ender comme commandant de l’armée du Dragon à l’École de Guerre, une institution dont le but est de former de jeunes enfants surdoués au commandement militaire, afin de diriger les forces terriennes lors de la prochaine guerre inter-galactique contre un ennemi inconnu. Les Armées sont des groupes d’enfants séparés en Sections, qui s’affrontent lors de simulacres de batailles dans la Salle de Bataille, un environnement en gravité zéro prévu pour l’entrainement des soldats.
Le génie d’Ender en matière de commandement permet à l’armée du Dragon de dominer rapidement la compétition, malgré les tentatives des enseignants de lui mettre des bâtons dans les roues. Après sa dix-neuvième victoire consécutive, Ender apprend la dissolution de son armée et la promotion de ses chefs de section à des postes de commandement dans d’autres armées, pendant qu’il est lui-même transféré à l’École de Commandement pour l’étape suivante de sa formation. Sous la tutelle d’un vétéran du nom du Mazer Rackham, Ender parfait ses compétences au simulateur de combat avant que ne le rejoignent ses anciens chefs de section pour se placer à nouveau sous ses ordres.
Une fois familiarisés au simulateur, ils entament une série de batailles que Mazer leur décrit comme des simulations de combats contre un ennemi contrôlé par l’ordinateur. Ender et ses amis triomphent à chaque bataille, jusqu’à la destruction d’une planète que la flotte ennemie semble défendre. Mazer leur apprend une fois la victoire acquise que les batailles qu’ils pensaient simulées étaient en réalité de véritables batailles, les enfants commandant réellement la flotte terrienne, qui venait de détruire le monde natal de l’ennemi, marquant la fin de la guerre.

## Personnages
Enfants
- Ender Wiggins − commandant de l’Armée du Dragon
- Bean − chef de section dans l’Armée du Dragon et à l’École de Commandement
- Ren − chef de section dans l’Armée du Dragon
- Petra − chef de section dans l’Armée du Dragon et à l’École de Commandement
- Brian − chef de section dans l’Armée du Dragon
- Wins − chef de section dans l’Armée du Dragon et à l’École de Commandement
- Younger − chef de section dans l’Armée du Dragon à l’École de Commandement
- Lee − chef de section à l’École de Commandement
- Vlad − chef de section à l’École de Commandement
- Carn Carby − commandant de l’Armée du Lapin
- Pol Slattery − commandant de l’Armée du Léopard
- William Bee − commandant de l’Armée du Griffon

Adultes
- Colonel Graff
- Lieutenant Anderson
- Lieutenant Morris
- Mazer Rackham

## Publications

### Texte original en anglais
- Analog Science Fiction and Fact, 1977
- The Future at War vol. 2: The Spear of Mars, Ace Books, 1980
- Analog Readers' Choice, Dial Press, 1981
- Unaccompanied Sonata and Other Stories, Dell, 1981
- Analog Anthology #2, Davis Publications, 1982
- There Will Be War, Tor Books, 1983
- The Prentice Hall Anthology of Science Fiction and Fantasy, Prentice-Hall 2003

### Traductions françaises
- Sous le titre Fin de partie, traduit par Luc Carissimo, in Sonate sans Accompagnement, Denoël, coll. Présence du futur, no 349, 1982 (Unaccompanied Sonata and Other Stories, Dial Press, 1980)
- Sous le titre La Stratégie Ender, traduit par Florence Bury, in Portulans de l'imaginaire, L'Atalante, coll. La Dentelle du cygne, 2000-2002 (Maps in a Mirror, Tor Books, 1990)
- Sous le titre La Stratégie Ender, traduit par Florence Bury, in Premières Rencontres, L'Atalante, coll La Dentelle du cygne, 2007 (First Meetings, Subterranean Press, 2002)